# Valvola risonatrice
Queste valvole sono state utilizzate per i motori a due tempi, come potenziamento delle valvole parzializzatrici dello scarico o ancor prima usate singolarmente, queste valvole hanno la particolarità di modificare la risonanza dei gas di scarico espulsi.

## Valori
I valori di questo tipo di valvola sono tre:
- Lunghezza, più sarà lunga tale valvola e più questa interverrà a frequenze/regimi basse/i.
- Capienza/sezione, più sarà capiente o grande la sua sezione e più sarà elevato il suo effetto sull'onda.
- Foro di comunicazione maggiore sarà il foro di comunicazione e più si velocizzerà il riempimento e svuotamento della valvola

## Effetti
Il suo effetto è paragonabile a una valvola parzializzatrice che diminuisce la fasatura di scarico, ma che in questo caso si modifica la forza dei gas, diminuendo la loro potenza nella prima fase d'espulsione, per poi ridarla alla fine dell'espulsione.

## Alternative
Le alternative possono essere:
- Valvola parzializzatrice che riduce la fasatura, per via del fatto che con questa l'espulsione inizia più in ritardo rispetto al semplice scarico con valvola risonatrice, c'è un maggiore sfruttamento dei gas, anche se in questo caso si ha un rang d'adattamento più breve
- Valvole parzializzatrici con condotti laterali (booster) aperti, questa valvola riduce la fasatura della luce di scarico principale e il comportamento e il medesimo del sistema con la valvola risonatrice accompagnata con valvole parzializzatrici che non riducono la fasatura.